# Hochrindl-Alpl
Hochrindl-Alpl je naselje v Občini Albeck v Okraju Trg na Koroškem v Avstriji.